# Tatyjana Nyikolajevna Romanova orosz nagyhercegnő
Tatyjana Nyikolajevna nagyhercegnő (oroszul: Великая Княжна Татьяна Николаевна Романова, Peterhof, 1897. június 10. – Jekatyerinburg, 1918. július 16./17.), orosz nagyhercegnő, II. Miklós orosz cár és Alekszandra Fjodorovna cárné második lánya. 1918. július 16-ról 17-re virradóra a bolsevikok agyonlőtték őt és családját Jekatyerinburgban. Az orosz ortodox egyház 2000-ben szentté avatta őket.

## Család
Tatyjana apja, II. Miklós (oroszul Nyikolaj) alapjában véve rendes, becsületes ember volt – azonban ez nem elég egy reformokra szoruló birodalom irányítására. A cár – annak ellenére, hogy kedves, közvetlen ember volt – nem örvendett nagy népszerűségnek, elsősorban azért, mert mindenképpen meg akarta őrizni egyeduralmát, és nem akart alkotmányos monarchiát Oroszországban. Másrészt a cár német nőt vett el, ami nem tetszett a köztudottan németellenes oroszoknak. Harmadszor Miklós utálta az udvari etikettet (akárcsak a felesége), és szinte menekült Szentpétervárról, ami ugyancsak ellenszenvet váltott ki az ország nemességéből. Tatyjana nem állt közel az édesapjához: finom, inkább nőiesebb lélek volt, így számára az édesanyja volt a jobb lelki társ.

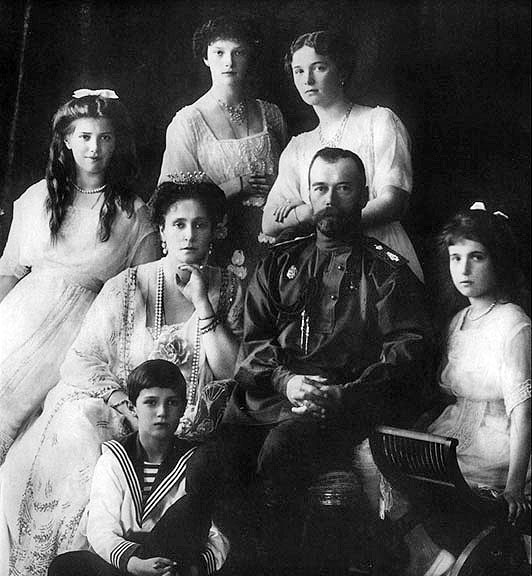
A cári család 1913-ban (balról jobbra: Marija, Alekszandra, Alekszej, Tatyjana, Olga, II. Miklós, Anasztaszija

Alekszandra cárné Alix hessen-darmstadti hercegnőként látta meg a napvilágot. Édesanyja Viktória brit királynő lánya volt, maga Alix pedig a királynő kedvenc unokája. Alix Oroszországban az Alekszandra Fjodorovna nevet kapta, valószínűleg azért, mert ez hasonlított leginkább az „Alix”-ra. A cárné nagyon félénk, visszahúzódó asszony volt, Tatjána mégis nagyon közel állt hozzá. Az udvarban gyakran mondogatták, hogy Tatyjana hasonlít a cárnéra a leginkább.
Marija Fjodorovna özvegy cárné Tatyjana apai nagyanyja volt. Dagmar dán hercegnőként született, de az ortodox keresztségben a Marija Fjodorovna nevet kapta. Mimi vagy Minni (ahogy a család nevezte) zsarnok anya volt, aki meg akarta tartani befolyását Miklós cár felett. Emiatt aztán nagy csatákat vívott Alekszandra Fjodorovnával, és ha lehetett, kerülte a cári családdal való együttlétet. Ettől azonban még kedves, engedékeny nagymama volt, aki imádta az összes unokáját, így Tatyjanát is.
Olga Tatyjana nénje volt. A két lány nagyon szerette egymást, a legjobb barátnők voltak. A két nővér jelleme igen hasonlított: a komoly, megfontolt Olga, a „költő”, és a királynői, öntudatos Tatyjana, a „nevelőnő”. A két nagyhercegnőnek közös szobája volt a Sándor-palotában, gyakran „összeöltöztek”, és hivatalos fotózások alkalmával szinte mindig együtt fényképezkedtek.

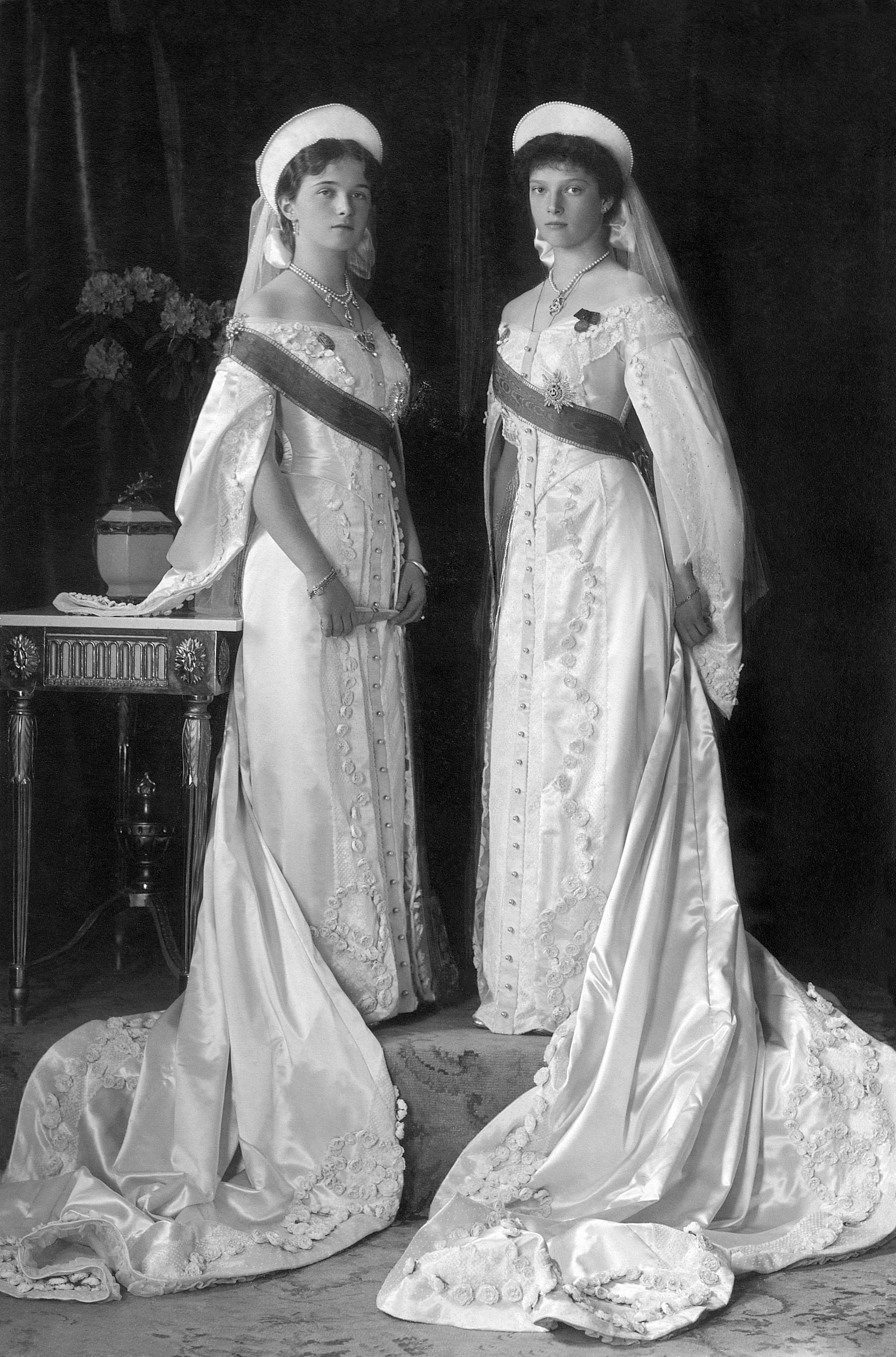
Tatyjana és Olga nagyhercegnők 1913-ban, hagyományos orosz báli ruhában

Marija Tatyjana nagyobb húga volt. Tatyjana és Marija – bár kétségtelenül nagyon szerették egymást – nem sok közös dologban vettek részt. Tatyjana kevés időt töltött kettesben Marijával, leginkább azért, mert alig hasonlítottak egymásra.
Anasztaszija Tatyjana legkisebb húga volt. A két nagyhercegnő gondolkodásmódja, jelleme pont egymás ellentétei voltak – nem hiába hívták Tatyjanát „nevelőnőnek”, Anasztasziját pedig „koboldnak”. Így aztán nem csoda, ha nem sokat voltak együtt.
Alekszej Tatyjana egyetlen fiútestvére volt. Mint mindenki, Tatyjana is nagyon szerette a cárevicset, a család „napfényét”. Ennek ellenére kevés időt töltöttek egymás társaságában, ami leginkább a korkülönbségből (hét évből) következett.

## Tatyjana személyisége

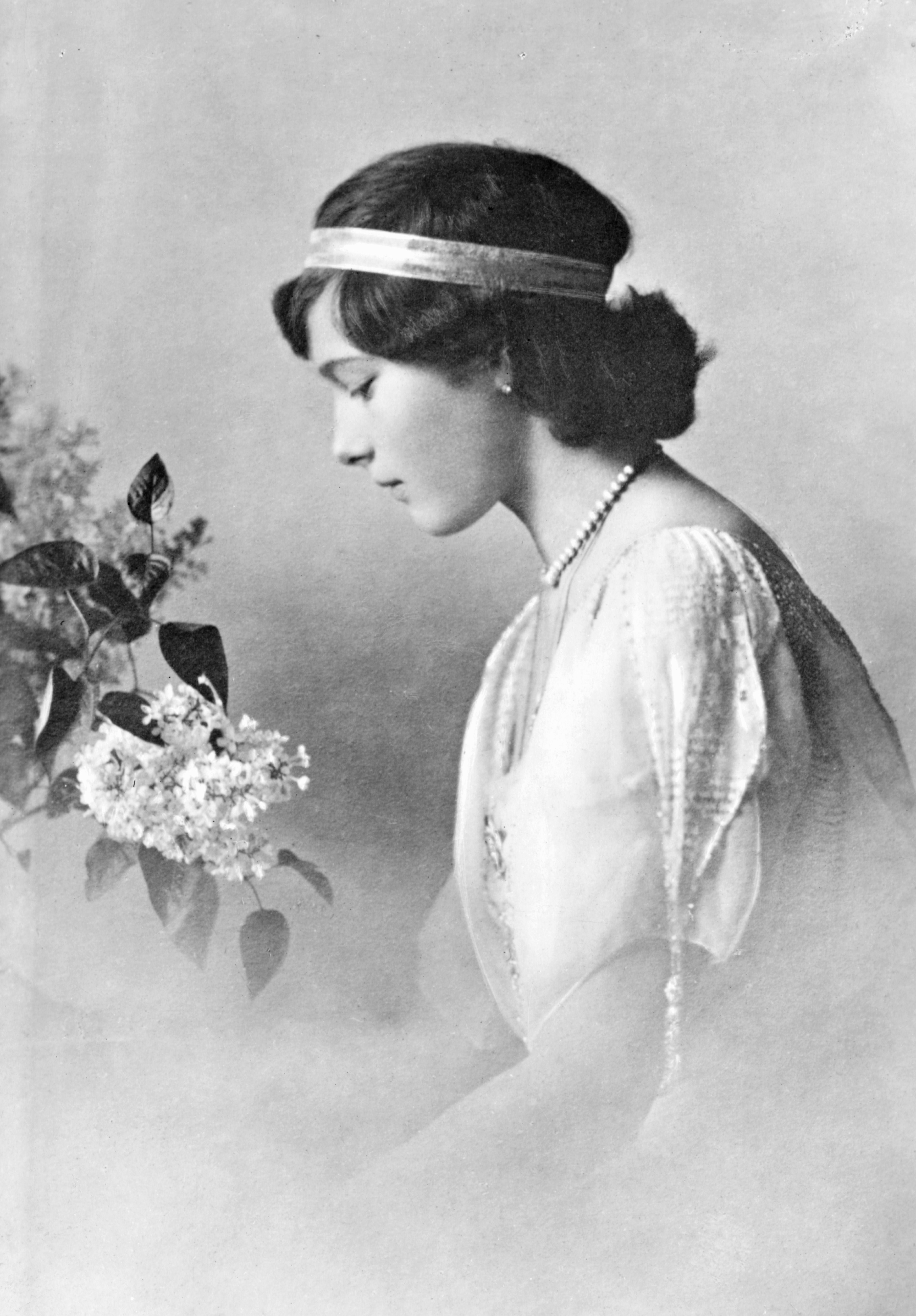
Tatyjana 1914-ben

Tatyjana – csakúgy, mint a nővére, Olga – komoly lány volt. Sokak szerint a családban ő volt a legszebb nagyhercegnő, és erre rá is szolgált királynői magatartásával. Sokkal tartózkodóbb és kiegyensúlyozottabb volt, mint Olga nővére. Szívesen rajzolt, hímzett, olvasott és zongorázott. Gyakran olvasott divatmagazinokat, és imádta a ruhákat meg a parfümöket. Tatyjana nagyon közel állt az édesanyjához, elsősorban azért, mert hasonlítottak egymásra.
A cár így írt a lányáról Marija Fjodorovnának, nem sokkal Tatyjana születése után: „Tatjána gyönyörű gyermek, szemei nagyok és sötétek. Mindig vidám és naponta csak egyszer sír, de akkor menetrendszerűen, fürdés után, amikor etetik.”
„Tatjána inkább tartózkodó, és alapvetően kiegyensúlyozott személyiség volt, aki mindig tudta, mit akar, bár nem volt annyira őszinte és spontán, mint a nővére. Nem volt annyira tehetséges, de ezen hátrányos tulajdonságát jól kompenzálta állhatatossága és kiegyensúlyozottsága…”
Bár a cári családnak rengeteg állata volt, Tatyjanának azonban volt egy külön kutyája, akit az Ortino névre keresztelt. Ortino egy francia buldog volt, akit Tatyjana egy katonától, Dmitrij Malamától kapott ajándékba. Családjával leginkább a Sándor-palotában élt, elvonulva a nyilvánosságtól. Nyaranta főleg livádiai palotájukban tartózkodtak, vagy a cári jachttal, a Standarttal szelték a vizeket.

### NAOTMAA

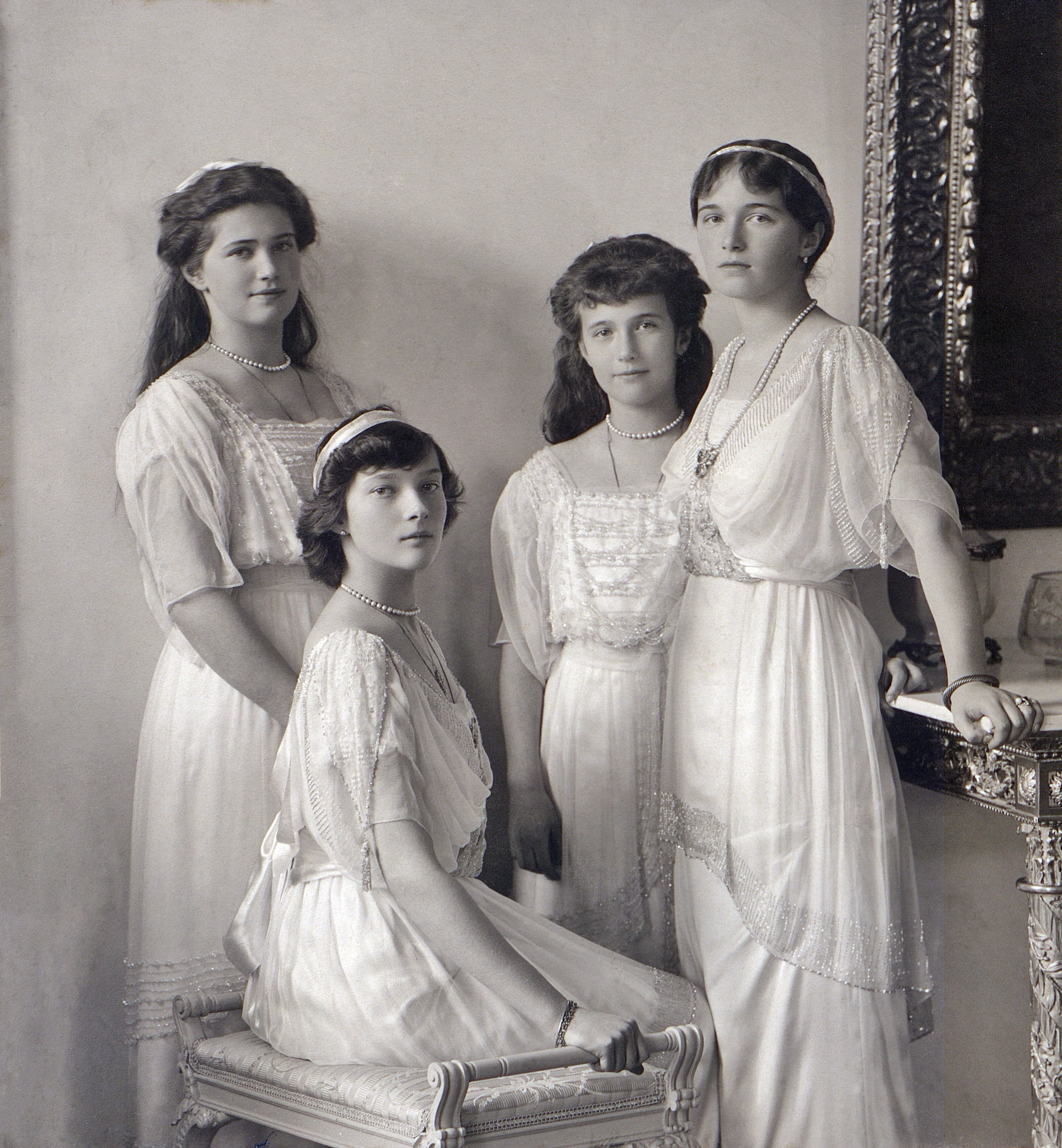
Tatyjana nagyhercegnő a testvéreivel 1914-ben (balról jobbra: Marija, Tatyjana, Anasztaszija, Olga

Tatyjanán kívül még három leánygyermeke volt a cári családnak: az 1895-ben született Olga, az 1899-ben világra jött Marija, és az 1901-ben érkező Anasztaszija. A négy lány nevének kezdőbetűjéből az „OTMA” jött ki, és a nagyhercegnők ezentúl gyakran csak így írták alá a neveiket. Olga és Tatyjana alkotta a „Nagy Párt”, Marija és Anasztaszija pedig a „Kis Párt". A lányokat – bár sokban különböztek egymástól – szinte állandóan együtt lehetett látni. A családhoz közel állók egyike írta erről: „Keresve sem lehetne négy jobban különböző nővért találni, és mégis annyira tökéletesen összefogja őket a szeretet, ami nem zárja ki a személyi függetlenséget, hogy még a jelentősen eltérő temperamentumuk ellenére is a legegységesebb családot alkotják…”
Az OTMA szóhoz jött még a szülők és Alekszej cárevics nevének kezdőbetűi, és így a család egyszerűen csak „NAOTMAA” volt.
Tatyjana hivatalos címe oroszul „Velikaja Knyazsnya” (Великая Княжна), ami magyarul a „nagyhercegnőnek” felel meg. Így Tatyjanát hivatalosan Cári Fenségnek kellett szólítani, és rangban (elvileg) fölötte állt a „Királyi Fenségeknek”. Azonban a családja és a barátai „Tatyjana Nyikolajevnának” hívták, vagy a becenevein szólították (Tatja, Tanyuska, Tánya).

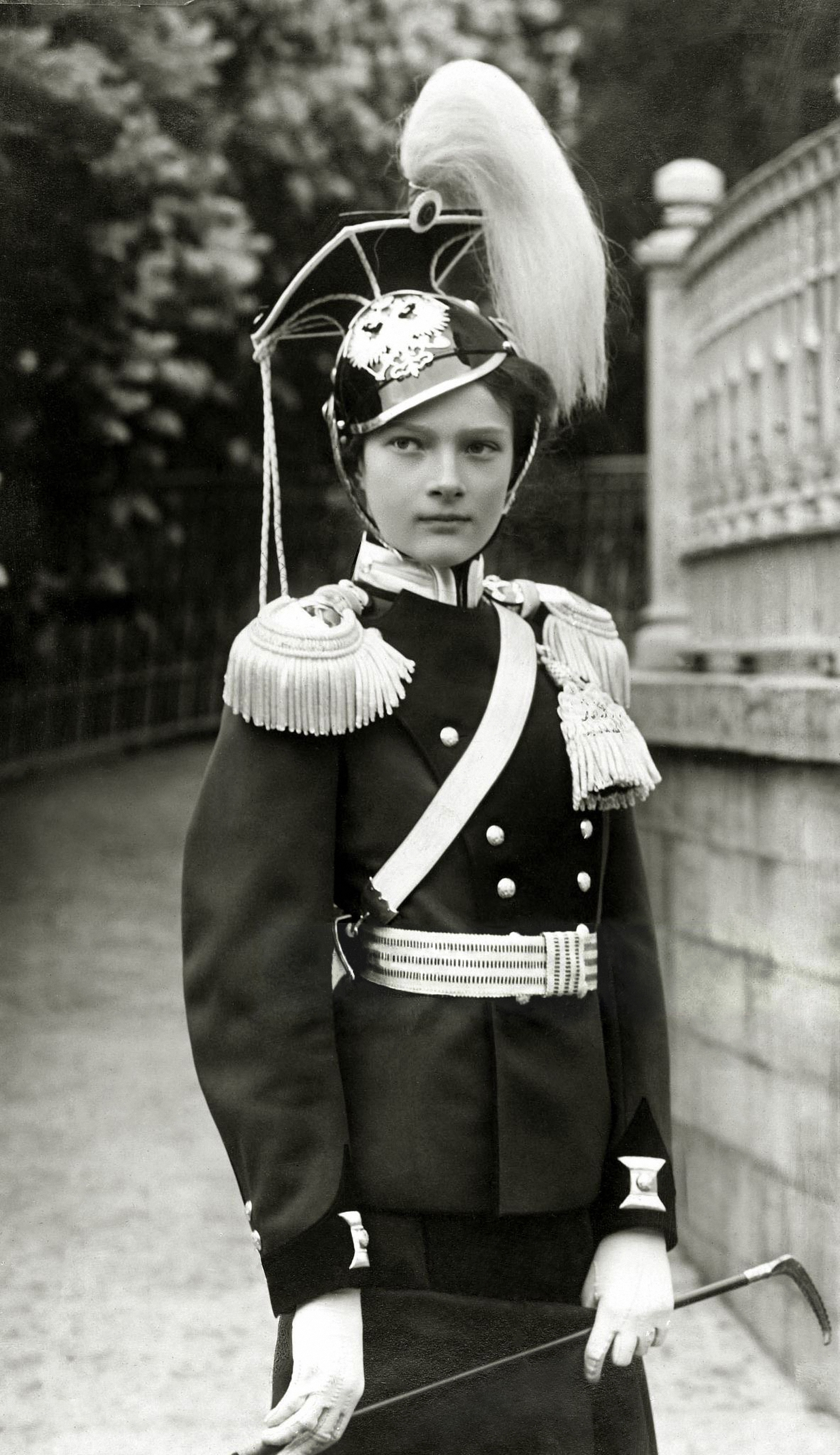
Tatyjana uniformisban

1911-ben Tatyjana a 8. voznyeszenszki ulánusok, míg Olga a 3. jelizavetgradi huszárok ezredtulajdonosa lett. Tatyjana egyenruhája sötétkék kézelős és zsinórozású volt, világos mellbetéttel. A lányok szerettek egyenruhában feszíteni, s számos újítást vittek az uniformisba – kabátkákkal és más díszítőelemekkel egészítették ki.

## Grigorij Raszputyin
Az angol királyi családban gyakran megjelent a hemofília (vérzékenység). Az orosz uralkodócsalád már Alekszandra Fjodorovna cárné előtt is szoros rokoni kapcsolatban állt az angol királyi családdal, de Alix-szal különösen. Alekszej nagyhercegen a vérzékenység nem sokkal a születése után megmutatkozott, így a trónutódlás veszélybe került. A cári család megpróbálta titokban tartani a trónörökös betegségét, de – bár nem tudták, hogy milyen betegségről van szó – mindenki sejtette, hogy valami nincs rendben a cáreviccsel.
Grigorij Raszputyin ügyes szélhámos volt, aki egyházi személynek, vándorló szerzetesnek adta ki magát. Azt állította magáról, hogy segíteni tud a cárevics betegségén. A cári család – elsősorban a kétségbeesett cárné – hitt neki, és a bizalmába fogadta. Családtagjaihoz hasonlóan Tatyjana is azt hitte, hogy Raszputyin igaz barátjuk, aki képes megmenteni Alekszejt. A nép viszont gyűlölte Raszputyint, közönséges szemfényvesztőnek tartották. (Bár gyakran valóban tudta enyhíteni a cárevics fájdalmait.) Az oroszok hite egy idő után megrendült a „cár atyuskában” és a „cárné anyácskában”.
Raszputyint 1916-ban Péterváron orosz arisztokraták meggyilkolták – egyesek szerint azért, mert azt várták, ettől úgy megrendül a cári család, hogy a cár lemond; mások szerint azért, mert a britek veszélyt láttak Raszputyinban, aki arra akarta rávenni a cárt, hogy kössön békét Németországgal. Raszputyin meggyilkolása viszont – bár kétségtelenül megrendítette a családot – nem bírta lemondásra a cárt.

## Az első világháború

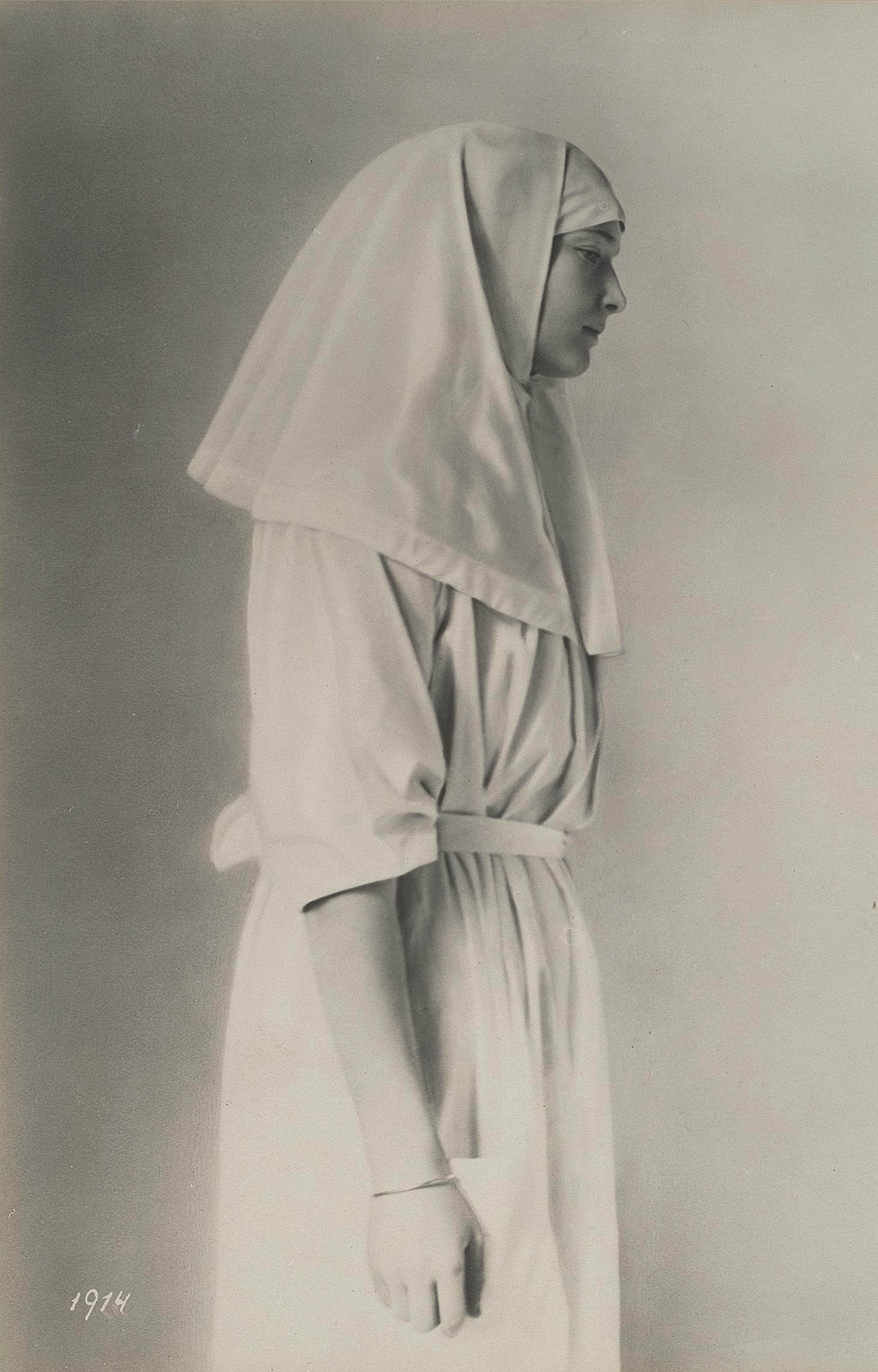
Tatyjana 1917-ben, ápolónőként

Oroszország belépett a világháborúba. A súlyos veszteségek, a szenvedés és nélkülözések nyomán az emberek tiltakoztak a háború ellen, ellenszenvük a német származású cárné ellen egyre fokozódott. Maga Alekszandra cárné a két nagyobb leányával beállt kórházi ápolónőnek, nap mint nap sebesült katonákat ápolt. Tatyjana szívesen segített sebesültek ápolásában, és mint mindent, ezt a feladatát is igyekezett tökéletesen csinálni. Ő és nénje, Olga elvégezték a Vöröskereszt nővérképző tanfolyamát, és a hadikórháznak átalakított palotában ápolták a sebesült katonákat.
Bár Tatyjana egy ezred tiszteletbeli parancsnoka volt, ő maga természetesen nem ment küzdeni katonáival a frontra. Egy idő után azonban az emberek annyira ellenségesek lettek a nagyhercegnőkkel szemben, hogy Tatyjana kilépett az ápolónői szolgálatból. Amellett, hogy Tatyjana ápolónőként szolgált, a háború alatt a testvéreivel gyakran utazott szegényebb vidékekre, hogy az árva gyerekeken és a szegényebbeken segítsen némi ruhával.

## Fogság és halál
A február 23-i polgári forradalom után a cári család házi őrizetbe került Carszkoje Szelóban. Később a nép ellenségeskedése miatt tovább szállították őket Tobolszkba, majd innét a fehér (royalista) csapatok közeledése miatt az Urál-hegységben lévő Jekatyerinburgba. Itt egy mérnök birtokán, az Ipatyev-házban szállásolták el őket. Sok olyan legenda keringett, miszerint Mariját szoros kapcsolat fűzte az egyik őrhöz, és így a lányok el tudtak szökni délre. Július 16-án éjjel Jakov Jurovszkij, a foglyokat őrző osztag parancsnoka leparancsolta a családot a pincébe azzal az ürüggyel, hogy fényképet akarnak készíteni róluk. Itt felolvasták nekik a halálos ítéletüket, majd fénykép helyett sortüzet lőttek a családra, orvosukra és arra a néhány cselédre, akik hűségesen velük maradtak a fogságban is. A lövések után a puskapor füstje miatt kinyitották az ablakokat, de a négy lány közül három sikoltozva felült: a fűzőjükbe varrt családi ékszerekről visszapattantak a golyók. Mivel az ablakok nyitva voltak, a katonák nem mertek rájuk lőni, nehogy felverjék a várost, ezért őket puskatussal verték agyon.
A családot ezután becsomagolták a saját ágyneműjükbe, kocsira tették és kivitték őket a város melletti erdőbe. A holttesteket savval leöntötték, majd elásták, illetve elégették. Július 17-ére virradóra a cári család maradványai már a föld mélyén pihentek, mélyre elásva.

## Legenda és szentté avatás
A szovjet diktatúra által elnyomott oroszok hinni kezdtek abban, hogy a Romanovok nem is haltak meg azon az éjszakán, hanem külföldön élnek valahol álnév alatt. Számos olyan ember bukkant fel, akik azt állították magukról, hogy a cári család tagjai. Jekatyerinburgban a '90-es években öt csontvázat találtak, amikről feltételezték, hogy a cári család tagjaié. Viszont két test hiányzott, és ez számos találgatásnak adott okot. 2007 augusztusának közepén viszont megtalálták a maradék két test maradványait, így bizonyítva látszik, hogy azon az éjszakán mindenki meghalt. Az ortodox egyház és számos tudós, valamint az oroszok egy része azonban nem hiszik, hogy a meglelt csontok az utolsó cár családjáé.
1981-ben a külföldi orosz ortodox egyházak szent mártírokká nyilvánították II. Miklóst és Alekszandrát, gyermekeikkel együtt. 1998. július 17-én, nyolcvan évvel a cári család lemészárlása után a nekik tulajdonított csontokat újratemették a szentpétervári Péter–Pál-székesegyházban. 2000-ben pedig az orosz ortodox egyház szentté avatta az utolsó cári családot.
2005-ben a Romanov család nevében a Spanyolországban élő Marija Vlagyimirovna nagyhercegnő kérvényt nyújtott be, hogy rehabilitálják a cárt és családját, a kérvényt azonban 2007-ben elutasították. 2008-ban az ügy új fordulatot vett; az orosz legfelsőbb bíróság II. Miklóst és családját jogtiprás áldozatának ismerte el és rehabilitálta.

## Külső hivatkozások
- Alexander Palace Discussion Forum (képek, érdekességek; angol nyelvű)